# NHL Entry Draft 2016
NHL Entry Draft 2016 – 54. draft w historii odbył się 24–25 czerwca 2016 w hali First Niagara Center w Buffalo (Stany Zjednoczone).
Wśród 14 drużyn, które nie awansowały do play-off 30 kwietnia 2016, w losowaniu poprzedzającym draft, wybrane zostały drużyny mające pierwszeństwo naboru. Pierwszeństwo wylosowała drużyna Toronto Maple Leafs przed Winnipeg Jets i Columbus Blue Jackets.
W drafcie mogli uczestniczyć zawodnicy urodzeni pomiędzy 1 stycznia 1996 a 15 września 1998 oraz niedraftowani hokeiści urodzeni poza Ameryką Północną w roku 1995. Ponadto zawodnicy urodzeni po 30 czerwca 1996, którzy byli draftowani w 2014 ale nie podpisali kontraktu z drużynami NHL mogli uczestniczyć w drafcie ponownie.
11 kwietnia 2016 NHL Central Scouting ogłosił listę najbardziej perspektywicznych zawodników z Ameryki Północnej oraz Europy. Na czele listy znaleźli się Kanadyjczyk Pierre-Luc Dubois i Amerykanin Auston Matthews (grający w szwajcarskim ZSC Lions).
W drafcie wybranych zostało 211 graczy z 12 krajów. Poza Kanadą (89 zawodników) i Stanami Zjednoczonymi (52) najwięcej graczy pochodziło ze Szwecji (25), Rosji (17) i Finlandii (15).

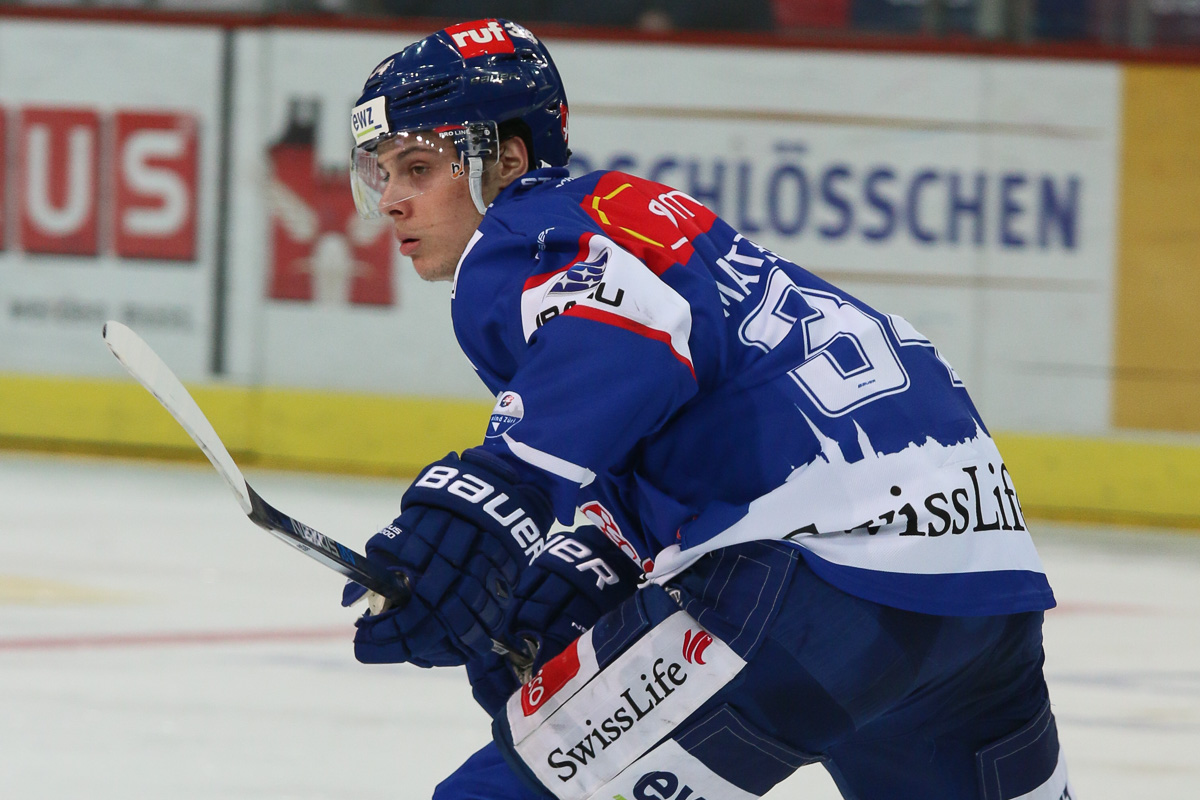
Auston Matthews w barwach ZSC Lions wybrany jako numer 1 przez Toronto Maple Leafs

## Runda 1
| #  | Zawodnik           | Pozycja         | Drużyna NHL                          | Klub macierzysty                         |
| -- | ------------------ | --------------- | ------------------------------------ | ---------------------------------------- |
| 1  | Auston Matthews    | Środkowy        | Toronto Maple Leafs                  | ZSC Lions (NLA)                          |
| 2  | Patrik Laine       | Prawoskrzydłowy | Winnipeg Jets                        | Tappara Tampere (Liiga)                  |
| 3  | Pierre-Luc Dubois  | Lewoskrzydłowy  | Columbus Blue Jackets                | Cape Breton Screaming Eagles (QMJHL)     |
| 4  | Jesse Puljujärvi   | Prawoskrzydłowy | Edmonton Oilers                      | Oulun Kärpät (Liiga)                     |
| 5  | Olli Juolevi       | Obrońca         | Vancouver Canucks                    | London Knights (OHL)                     |
| 6  | Matthew Tkachuk    | Lewoskrzydłowy  | Calgary Flames                       | London Knights (OHL)                     |
| 7  | Clayton Keller     | Środkowy        | Arizona Coyotes                      | United State National Team (USHL)        |
| 8  | Alexander Nylander | Lewoskrzydłowy  | Buffalo Sabres                       | Mississauga Steelheads (OHL)             |
| 9  | Michaił Siergaczow | Obrońca         | Montreal Canadiens                   | Windsor Spitfires (OHL)                  |
| 10 | Tyson Jost         | Środkowy        | Colorado Avalanche                   | Penticton Vees (BCHL)                    |
| 11 | Logan Brown        | Środkowy        | Ottawa Senators (za Devils)1         | Windsor Spitfires (OHL)                  |
| 12 | Michael McLeod     | Środkowy        | New Jersey Devils (za Senators)2     | Mississauga Steelheads (OHL)             |
| 13 | Jake Bean          | Obrońca         | Carolina Hurricanes                  | Calgary Hitmen (WHL)                     |
| 14 | Charlie McAvoy     | Obrońca         | Boston Bruins                        | Boston University Terriers (Hockey East) |
| 15 | Luke Kunin         | Środkowy        | Minnesota Wild                       | Wisconsin Badgers (Big Ten)              |
| 16 | Jakob Chychrun     | Obrońca         | Arizona Coyotes (za Red Wings)3      | Sarnia Sting (OHL)                       |
| 17 | Dante Fabbro       | Obrońca         | Nashville Predators                  | Penticton Vees (BCHL)                    |
| 18 | Logan Stanley      | Obrońca         | Winnipeg Jets (za Flyers)4           | Windsor Spitfires (OHL)                  |
| 19 | Kieffer Bellows    | Lewoskrzydłowy  | New York Islanders                   | United State National Team (USHL)        |
| 20 | Dennis Cholowski   | Obrońca         | Detroit Red Wings (za Rangers)5      | Chilliwack Chiefs (BCHL)                 |
| 21 | Julien Gauthier    | Prawoskrzydłowy | Carolina Hurricanes (za Kings)6      | Val-d’Or Foreurs (QMJHL)                 |
| 22 | Gierman Rubcow     | Środkowy        | Philadelphia Flyers (za Blackhawks)7 | Russia U18 (MHL)                         |
| 23 | Henrik Borgström   | Środkowy        | Florida Panthers                     | HIFK JR. (Nuorten SM-liiga)              |
| 24 | Max Jones          | Lewoskrzydłowy  | Anaheim Ducks                        | London Knights (OHL)                     |
| 25 | Riley Tufte        | Lewoskrzydłowy  | Dallas Stars                         | Fargo Force (USHL)                       |
| 26 | Tage Thompson      | Środkowy        | St. Louis Blues (za Capitals)8       | Connecticut Huskies (Hockey East)        |
| 27 | Brett Howden       | Środkowy        | Tampa Bay Lightning                  | Moose Jaw Warriors (WHL)                 |
| 28 | Lucas Johansen     | Obrońca         | Washington Capitals (za Blues)9      | Kelowna Rockets (WHL)                    |
| 29 | Trent Frederic     | Środkowy        | Boston Bruins (za Sharks)10          | United State National Team (USHL)        |
| 30 | Sam Steel          | Środkowy        | Anaheim Ducks (za Penguins)11        | Regina Pats (WHL)                        |

Adnotacje
1. Przekazanie prawa do naboru w pierwszej rundzie dla Ottawa Senators jako składowa łączonej transakcji z New Jersey Devils i New York Islanders zawartej 24.06.2016.
2. Przekazanie prawa do naboru w pierwszej rundzie dla New Jersey Devils jako składowa łączonej transakcji z Ottawa Senators i New York Islanders zawartej 24.06.2016.
3. Przekazanie prawa do naboru w pierwszej rundzie dla Arizona Coyotes jako składowa łączonej transakcji z Detroit Red Wings i New York Rangers. W tym transfer Joe Vitale'a do Arizony.
4. Przekazanie prawa do naboru w pierwszej rundzie dla Winnipeg Jets jako składowa transakcji z Philadelphia Flyers zawartej 24.06.2016.
5. Przekazanie prawa do naboru w pierwszej rundzie dla Detroit Red Wings jako składowa łączonej transakcji z Arizona Coyotes i New York Rangers. W tym transfer Joe Vitale'a do Arizony.
6. Przekazanie prawa do naboru w pierwszej rundzie dla Carolina Hurricanes jako składowa transferu Andreja Sekery do Los Angeles Kings za Rolanda McKeowna 25.02.2015.
7. Przekazanie prawa do naboru w pierwszej rundzie dla Philadelphia Flyers jako składowa łączonej transakcji z Chicago Blackhawks i Winnipeg Jets zawartej 24.06.2016.
8. Przekazanie prawa do naboru w pierwszej rundzie dla St. Louis Blues jako składowa transakcji z Washington Capitals zawartej 24.06.2016.
9. Przekazanie prawa do naboru w pierwszej rundzie dla Washington Capitals jako składowa transakcji z St. Louis Blues zawartej 24.06.2016.
10. Przekazanie prawa do naboru w pierwszej rundzie dla Boston Bruins jako składowa transferu Martina Jonesa do San Jose Sharks za Seana Kuraly’ego 30.06.2015.
11. Przekazanie prawa do naboru w pierwszej rundzie dla Anaheim Ducks jako składowa łączonej transakcji z Pittsburgh Penguins i Toronto Maple Leafs. W tym transfer Frederika Andersena do Toronto 20.06.2016.

## Runda 2
| #  | Zawodnik       | Pozycja         | Drużyna NHL                                      | Klub macierzysty         |
| -- | -------------- | --------------- | ------------------------------------------------ | ------------------------ |
| 31 | Jegor Korszkow | Prawoskrzydłowy | Toronto Maple Leafs                              | Łokomotiw Jarosław (KHL) |
| 50 | Artur Kajumow  | Skrzydłowy      | Chicago Blackhawks (z NY Rangers przez Carolina) | Rosja U-18 (MHL)         |

## Runda 5
| #   | Zawodnik    | Pozycja | Drużyna NHL       | Klub macierzysty                |
| --- | ----------- | ------- | ----------------- | ------------------------------- |
| 132 | Jegor Rykow | Obrońca | New Jersey Devils | SKA-1946 Sankt Petersburg (MHL) |

## Runda 6
| #   | Zawodnik     | Pozycja                    | Drużyna NHL                  | Klub macierzysty      |
| --- | ------------ | -------------------------- | ---------------------------- | --------------------- |
| 152 | Jack Walker  | Lewoskrzydłowy             | Toronto Maple Leafs          | Victoria Royals (WHL) |
| 175 | Maksim Mamin | Środkowy / Prawoskrzydłowy | Florida Panthers (z Anaheim) | CSKA Moskwa (KHL)     |

## Runda 7
| #   | Zawodnik          | Pozycja  | Drużyna NHL       | Klub macierzysty           |
| --- | ----------------- | -------- | ----------------- | -------------------------- |
| 184 | Rodrigo Ābols     | Środkowy | Vancouver Canucks | Portland Winterhawks (WHL) |
| 186 | Sciapan Falkouski | Obrońca  | Calgary Flames    | Ottawa 67’s (OHL)          |